# Waterjuffers (familie)
De waterjuffers (Coenagrionidae) zijn de soortenrijkste familie van de juffers (Zygoptera), een van de twee onderordes van de libellen (Odonata). In totaal zijn er 101 geslachten met 1143 verschillende soorten beschreven. In België en Nederland alleen al komen er vijftien soorten waterjuffers voor, ruim een vijfde van alle inheemse libellensoorten.

## Kenmerken
De volwassen dieren (imagines) van de waterjuffers zijn typische juffers, met een lang, dun achterlijf, voor- en achtervleugels gelijk van vorm en in rust opgevouwen boven het achterlijf, en wijd uiteenstaande ogen. Verder hebben ze praktisch allemaal een zwarte tekening op het achterlijf, die zelfs binnen de soort zeer variabel kan zijn.
Ze hebben een vleugelspanwijdte tussen 2 en 4,5 cm.
Vooral de soorten binnen het geslacht waterjuffer (Coenagrion) zijn moeilijk van elkaar te onderscheiden. Subtiele verschillen in de vorm van het halsschild en de tekening op het achterlijf maken herkenning mogelijk.

## Voortplanting
Waterjuffers zetten over het algemeen hun eieren af in waterplanten, waarbij sommige soorten zelfs onder water afdalen.
De larven van de waterjuffers hebben de typische bouw van jufferlarven. Ze kunnen van andere onderscheiden worden door de bouw van de antennes en de staartlamellen, die meestal in twee delen verdeeld zijn. De larven jagen ook in de watervegetatie.

## Verspreiding en leefgebied
Vertegenwoordigers van deze familie komen wereldwijd voor in gematigde streken in vijvers, venen, beken, zelfs in brak water.

## Geslachten
- Acanthagrion Selys, 1876
- Acanthallagma Williamson & Williamson, 1924
- Aceratobasis Kennedy, 1920
- Aciagrion Selys, 1891
- Aeolagrion Williamson, 1917
- Africallagma Kennedy, 1920
- Agriocnemis Selys, 1877
- Amorphostigma Fraser, 1925
- Amphiagrion Selys, 1876
- Amphiallagma Kennedy, 1920
- Amphicnemis Selys, 1863
- Andinagrion Bulla, 1973
- Angelagrion Lencioni, 2008
- Anisagrion Selys, 1876
- Antiagrion Ris, 1904
- Apanisagrion Kennedy, 1920
- Archboldargia Lieftinck, 1949
- Archibasis Kirby, 1890
- Argentagrion Fraser, 1948
- Argia Rambur, 1842
- Argiagrion Selys, 1876
- Argiocnemis Selys, 1877
- Austroagrion Tillyard, 1913
- Austroallagma Lieftinck, 1953
- Austrocnemis Tillyard, 1913
- Austrocoenagrion Kennedy, 1920
- Austrotepuibasis Machado & Lencioni, 2011
- Azuragrion May, 2002
- Bedfordia Mumford, 1942
- Boninagrion Asahina, 1952
- Bromeliagrion De Marmels, 2005
- Caliagrion Tillyard, 1913
- Calvertagrion St. Quentin, 1960
- Ceriagrion Selys, 1876 – Koraaljuffers
- Chromagrion Needham, 1903
- Coenagriocnemis Fraser, 1949
- Coenagrion Kirby, 1890 – Waterjuffers
- Cyanallagma Kennedy, 1920
- Denticulobasis Machado, 2009
- Diceratobasis Kennedy, 1920
- Dolonagrion Garrison & von Ellenrieder, 2008
- Enacantha Donnelly & Alayo, 1966
- Enallagma Charpentier, 1840 – Watersnuffels
- Erythromma Charpentier, 1840 – Roodoogjuffers
- Hesperagrion Calvert, 1902
- Himalagrion Fraser, 1920
- Homeoura Kennedy, 1920
- Huosoma Guan, Dumont, Yu, Han & Vierstraete, 2013
- Hylaeargia Lieftinck, 1949
- Hylaeonympha Rácenis, 1968
- Inpabasis Santos, 1961
- Ischnura Charpentier, 1840 – Lantaarntjes
- Leptagrion Selys, 1876
- Leptobasis Selys, 1877
- Leucobasis Rácenis, 1959
- Luzonobasis Villanueva, 2012
- Megalagrion McLachlan, 1883
- Melanesobasis Donnelly, 1984
- Mesamphiagrion Kennedy, 1920
- Mesoleptobasis Sjöstedt, 1918
- Metaleptobasis Calvert, 1907
- Millotagrion Fraser, 1953
- Minagrion Santos, 1965
- Moroagrion Needham & Gyger, 1939
- Mortonagrion Fraser, 1920
- Nehalennia Selys, 1850 – Dwergjuffers
- Neoerythromma Kennedy, 1920
- Nesobasis Selys, 1891
- Onychargia Selys, 1865
- Oreagrion Ris, 1913
- Oreiallagma Von Ellenrieder & Garrison, 2008
- Oxyagrion Selys, 1876
- Oxyallagma Kennedy, 1920
- Pacificagrion Fraser, 1926
- Palaiargia Förster, 1903
- Pandanobasis Villanueva, 2012
- Papuagrion Ris, 1913
- Papuargia Lieftinck, 1938
- Paracercion Weekers & Dumont, 2004
- Pericnemis Selys, 1863
- Phoenicagrion von Ellenrieder, 2008
- Pinheyagrion May, 2002
- Plagulibasis Lieftinck, 1949
- Proischnura Kennedy, 1920
- Protallagma Kennedy, 1920
- Pseudagrion Selys, 1876 – Jonkers
- Pyrrhosoma Charpentier, 1840 – Vuurjuffers
- Rhodischnura Laidlaw, 1919
- Schistolobos Von Ellenrieder & Garrison, 2008
- Sangabasis Villanueva, 2012
- Seychellibasis Kennedy, 1920
- Skiallagma Förster, 1906
- Stenagrion Laidlaw, 1915
- Teinobasis Kirby, 1890
- Telagrion Selys, 1876
- Telebasis Selys, 1865
- Tepuibasis De Marmels, 2007
- Thermagrion Förster, 1906
- Tigriagrion Calvert, 1909
- Tuberculobasis Machado, 2009
- Tukanobasis Machado, 2009
- Vanuatubasis Ober & Staniczek, 2009
- Xanthagrion Selys, 1876
- Xanthocnemis Tillyard, 1913
- Xiphiagrion Selys, 1876
- Zoniagrion Kennedy, 1920

## Soorten in Nederland en België
- Geslacht Vuurjuffers (Pyrrhosoma)
  - Vuurjuffer (Pyrrhosoma nymphula)
- Geslacht Roodoogjuffers (Erythromma)
  - Grote roodoogjuffer (Erythromma najas)
  - Kleine roodoogjuffer (Erythromma viridulum)
  - Kanaaljuffer (Erythromma lindenii)
- Geslacht Waterjuffers (Coenagrion)
  - Azuurwaterjuffer (Coenagrion puella)
  - Donkere waterjuffer (Coenagrion armatum)
  - Gaffelwaterjuffer (Coenagrion scitulum)
  - Maanwaterjuffer (Coenagrion lunulatum)
  - Mercuurwaterjuffer (Coenagrion mercuriale)
  - Speerwaterjuffer (Coenagrion hastulatum)
  - Variabele waterjuffer (Coenagrion pulchellum)
- Geslacht Watersnuffels (Enallagma)
  - Watersnuffel (Enallagma cyathigerum)
- Geslacht Lantaarntjes of Grasjuffers (Ischnura)
  - Lantaarntje (Ischnura elegans)
  - Tengere grasjuffer (Ischnura pumilio)
  - Ischnura senegalensis
- Geslacht Dwergjuffers (Nehalennia)
  - Dwergjuffer (Nehalennia speciosa)
- Geslacht Koraaljuffers (Ceriagrion)
  - Koraaljuffer (Ceriagrion tenellum)

## Afbeeldingen

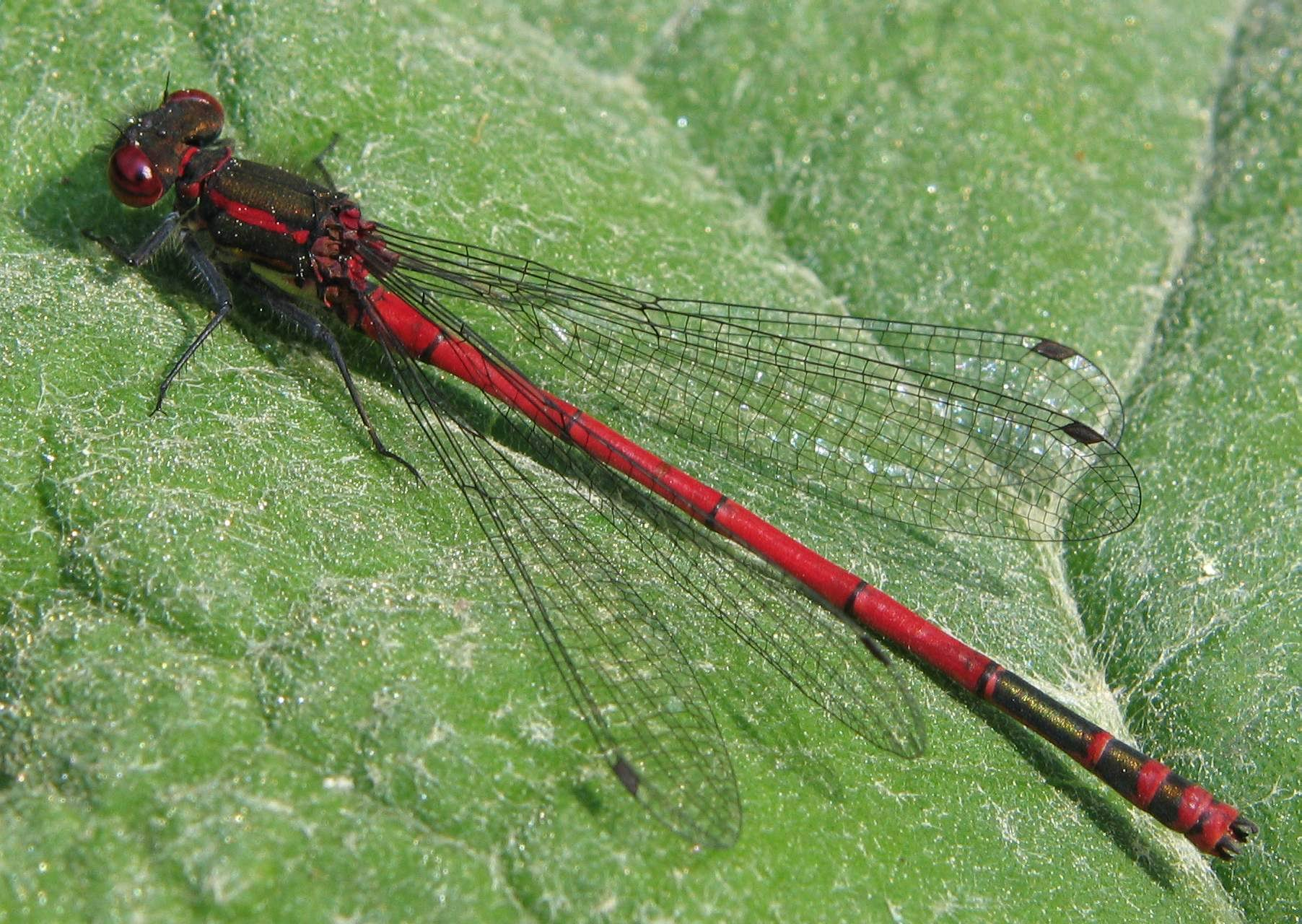
Vuurjuffer
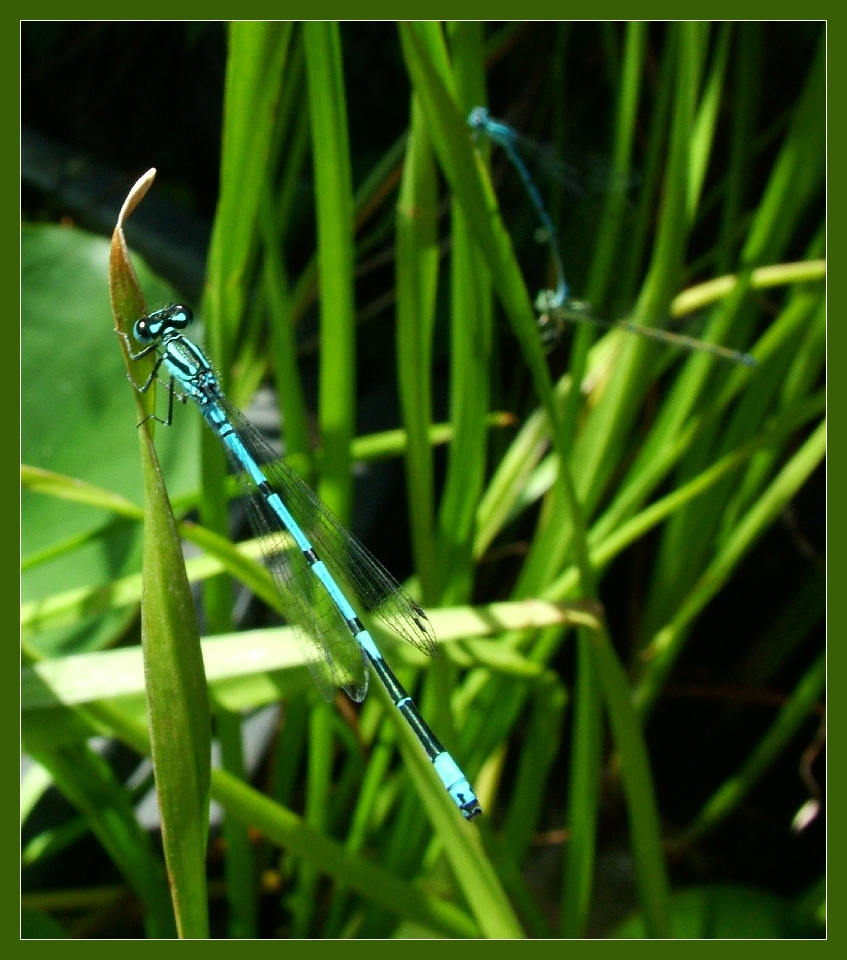
Azuurwaterjuffer
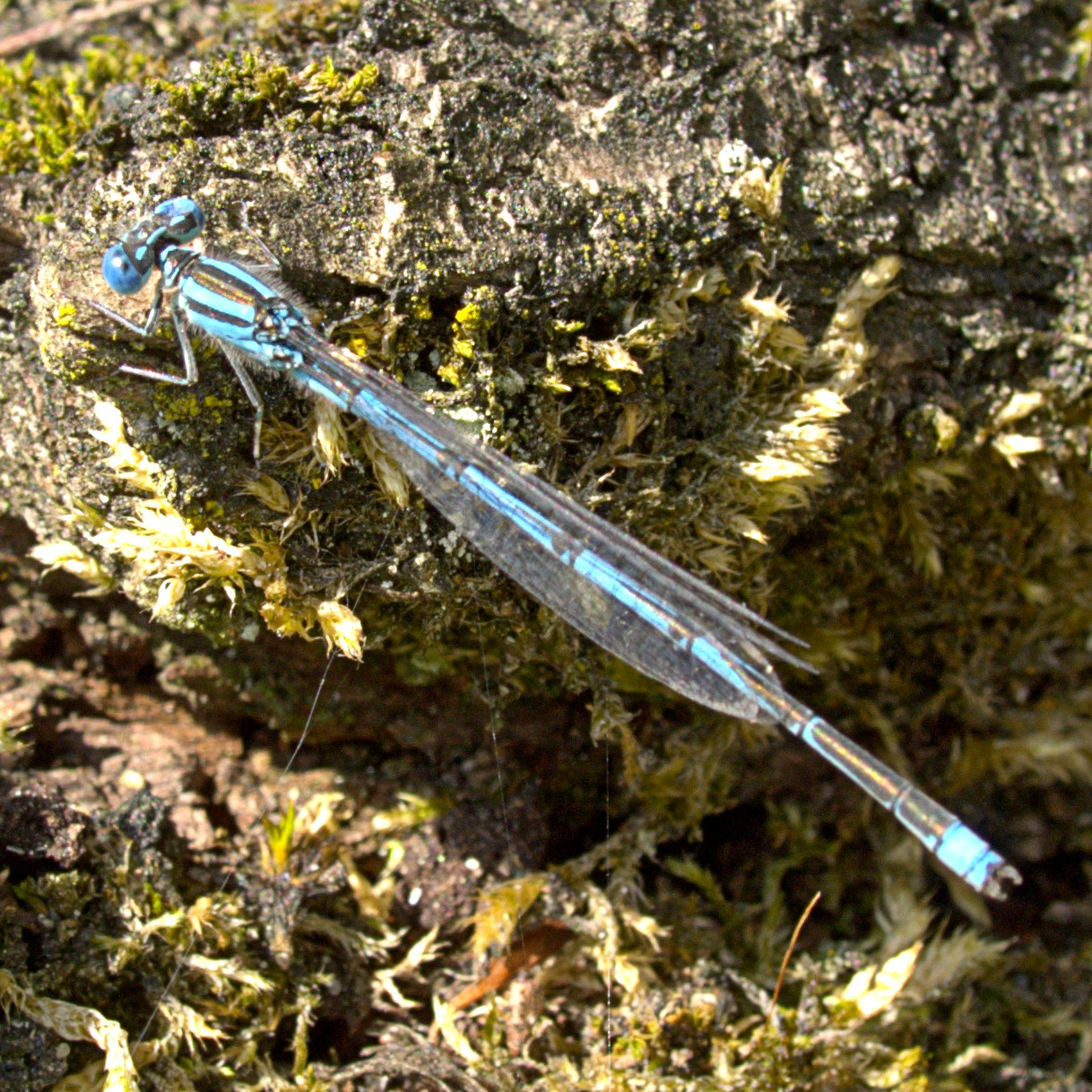
Kanaaljuffer
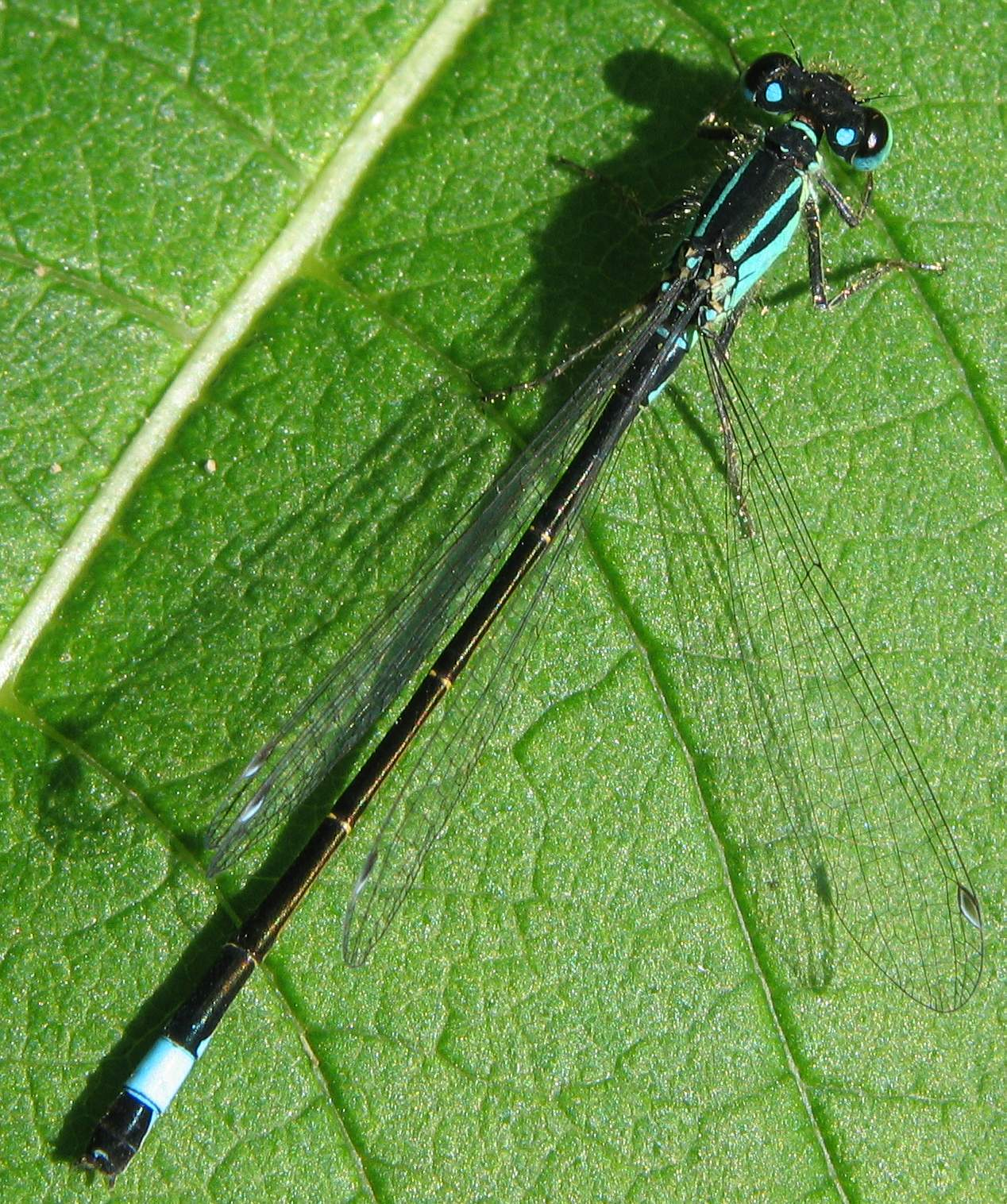
Lantaarntje
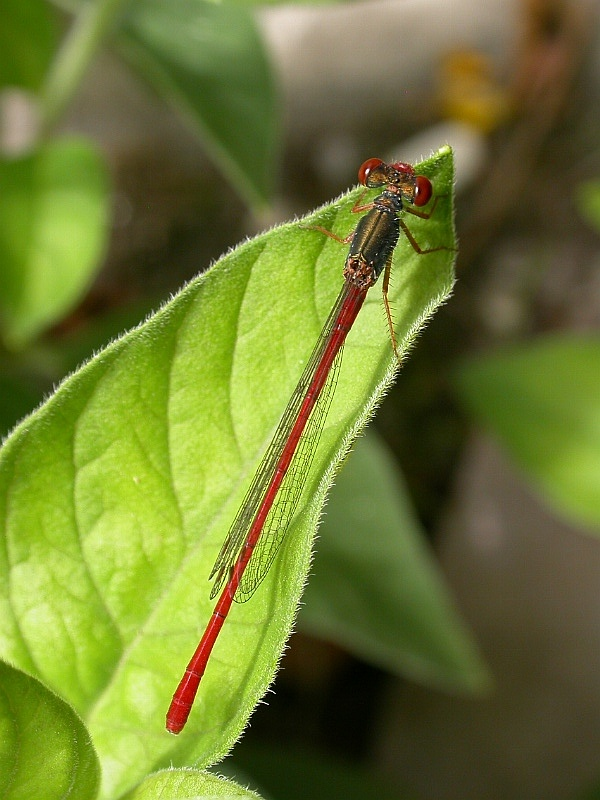
Koraaljuffer